# Mitsubishi i-MiEV
Mitsubishi i-MiEV (MiEV сокращение от Mitsubishi innovative Electric Vehicle (инновационный электромобиль Mitsubishi) — пятидверный электромобиль в кузове хетчбэк производства Mitsubishi Motors. Продажи i-MIEV в Японии для ограниченного числа покупателей стартовали в июле 2009 года, а 1 апреля 2010 года начались публичные продажи. В Европе продажи стартовали в декабре 2010 года.

## История
Электромобиль i-MiEV построен на базе стандартного бензинового хетчбэка Mitsubishi i, который выпускается с 2006 года. Масса бензинового Mitsubishi i составляет 900 кг (аккумуляторная модель на 200 кг тяжелее). У хетчбэка трехцилиндровый мотор объёмом 659 см³ (64 л.с., 94 Н·м) расположен сзади. Коробка 4-ступенчатая автоматическая. Под полом электромобиля расположена литий-ионная батарея ёмкостью 16 кВт·ч, а электромотор (с водяным охлаждением и передним радиатором) и трансмиссия (одноступенчатый понижающий редуктор с дифференциалом) – над задней ведущей осью, а над ними расположены выпрямитель и преобразователь. Мощность электродвигателя составляет 64 л.с. (47 кВт) при 3000-6000 об/мин, максимальный крутящий момент — 180 Н·м при 0–2000 об/мин. Максимальная скорость ~130 км/ч. Запас хода составлял 160 километров (100 миль) в рамках японского цикла испытаний и 
Компания Mitsubishi Motors в период с июля 2009 по март 2010 года продала в Японии только 1400 ед. электромобилей Mitsubishi i-MiEV и ещё 250 ед. этой модели на рынках прочих стран — в Гонконге и Великобритании. Экспорт i-MiEV в Азию, Австралию и Европу начался в 2010 году, а в 2011 году, также и в Центральную и Южную Америку. Поставки для автопарков и розничных клиентов в США и Канаде начались с декабря 2011 года. Версия для рынка Америки, названная «i», по габаритам больше, чем японская версия, и располагает несколькими дополнительными функциями.
На рынке США электромобиль появился только в 2011 году. Его низкие продажи были обусловлены высокой ценой. Но, учитывая то, что корпорации Mitsubishi удалось достичь существенного снижения цены на i-MiEV – на ¥2 млн (~$25 000), он стал самым доступным в Японии среди моделей подобного класса. Обновлённый электромобиль Mitsubishi i-MiEV по меньшей цене поступил в широкую продажу летом 2011 года.
Цену удалось снизить за счёт облегченной литий-ионной батареи, которая, хотя и позвроляет на одной зарядке только 120 километров, что на 40 километров меньше пробега базовой версии, но такая мера позволила значительно снизить цены электромобиля. В Mitsubishi считают, что диапазон в 120 километров позволяет вполне успешно передвигаться по городу, т.е. такого запаса хода вполне хватает для поездок на работу и за покупками и даже для выездов в ближний пригород.
Изначальная цена i-MiEV составляла около $45 000, но с учётом государственных субсидий и с послаблений по налогам для экологичного электромобиля, его можно было приобрести по цене около $33 000. С июля 2009 года Mitsubishi i-MiEV продавали только юридическим лицам и муниципалитетам, а с 2010 года электромобиль стал доступен и в обычной розничной торговле. С 2012 году компания Mitsubishi Motors планировала увеличить производство электромобиля Mitsubishi i-MiEV в три раза.
Весной 2011 года Эстония заключила договор с японским конгломератом Mitsubishi о передаче предприятию 10 млн неиспользованных квот на выброс СО2 и получении взамен 500 электромобилей. Теперь они используются как реклама проекта электрокаров под названием Elmo, но только в тёплое время года.

## Продажи

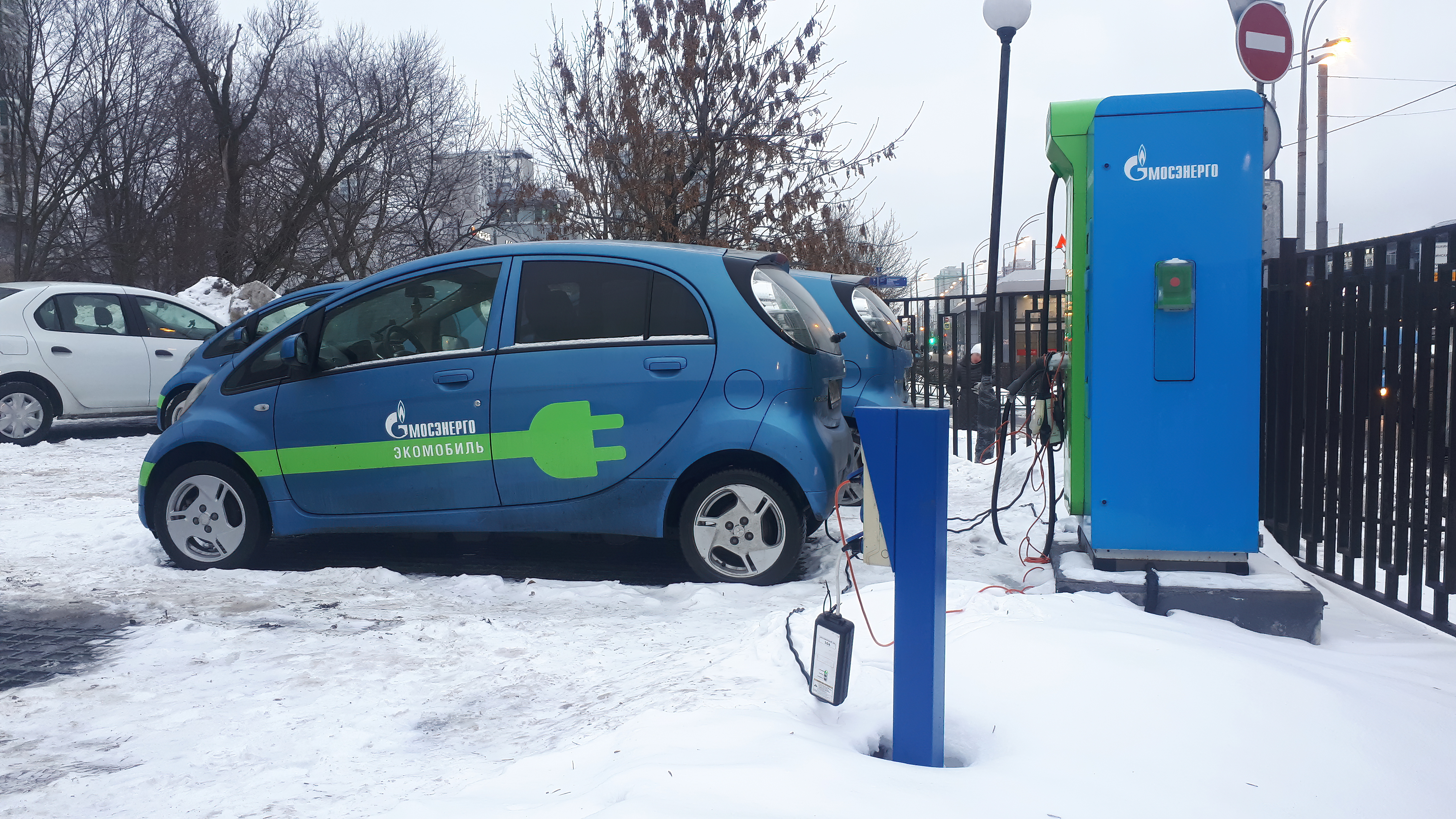
Mitsubishi i-MiEV в опытной эксплуатации Газпрома.

К декабрю 2012 года по всему миру было продано всего около 22 000 авто. В Европе машина продается под марками Peugeot iOn, Citroën C-Zero. i-MiEV - единственный электромобиль, продаваемый в России по состоянию на 2014 год. За 2013 год было продано 211 машин. Зимой 2014 года, из-за отмены таможенных пошлин на электрокары, цена на российском рынке уменьшилась с 1 миллиона 799 тысяч рублей до 999 тысяч рублей.